# Drogi krajowe i wojewódzkie na terenie Kielc

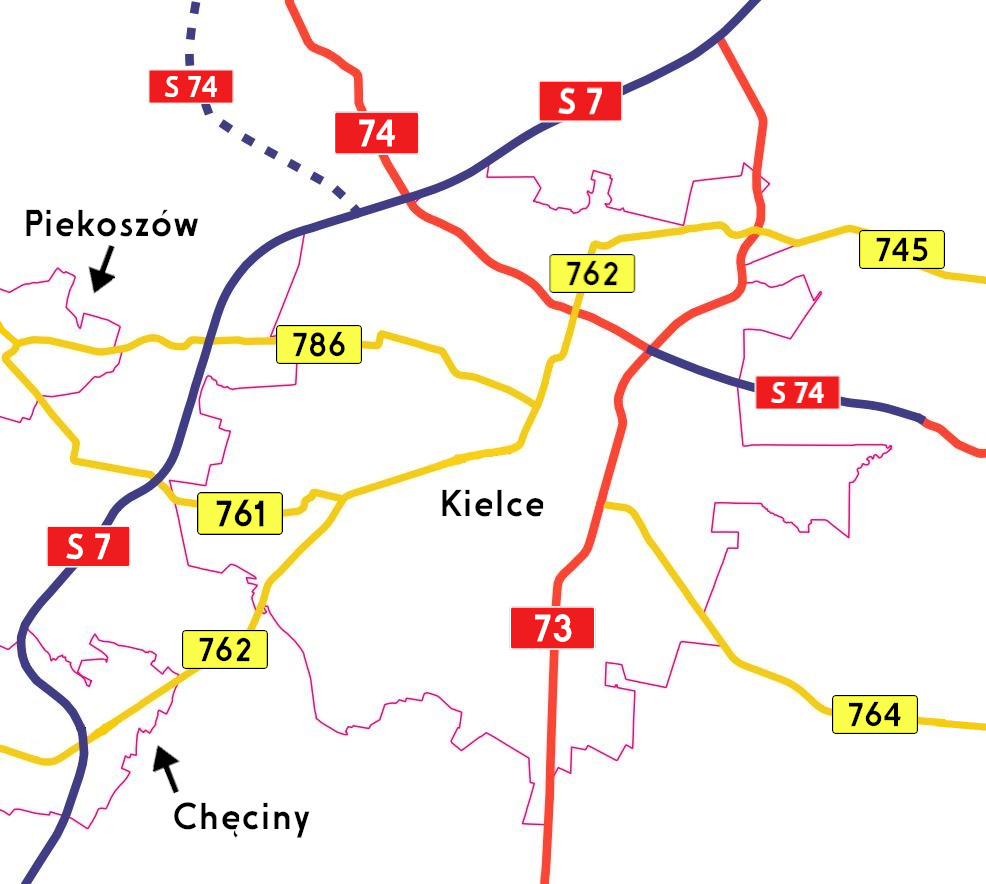
Drogi ekspresowe (na niebiesko), krajowe (na czerwono) i wojewódzkie (na żółto) na terenie Kielc i sąsiednich gmin

Kielce to ważny węzeł komunikacyjny w województwie świętokrzyskim. Na terenie miasta lub w jego bezpośrednim sąsiedztwie przebiegają m.in. 3 drogi krajowe (S7, DK73, DK/S74) oraz 5 dróg wojewódzkich (DW745, DW761, DW762, DW764, DW786).

## Drogi krajowe

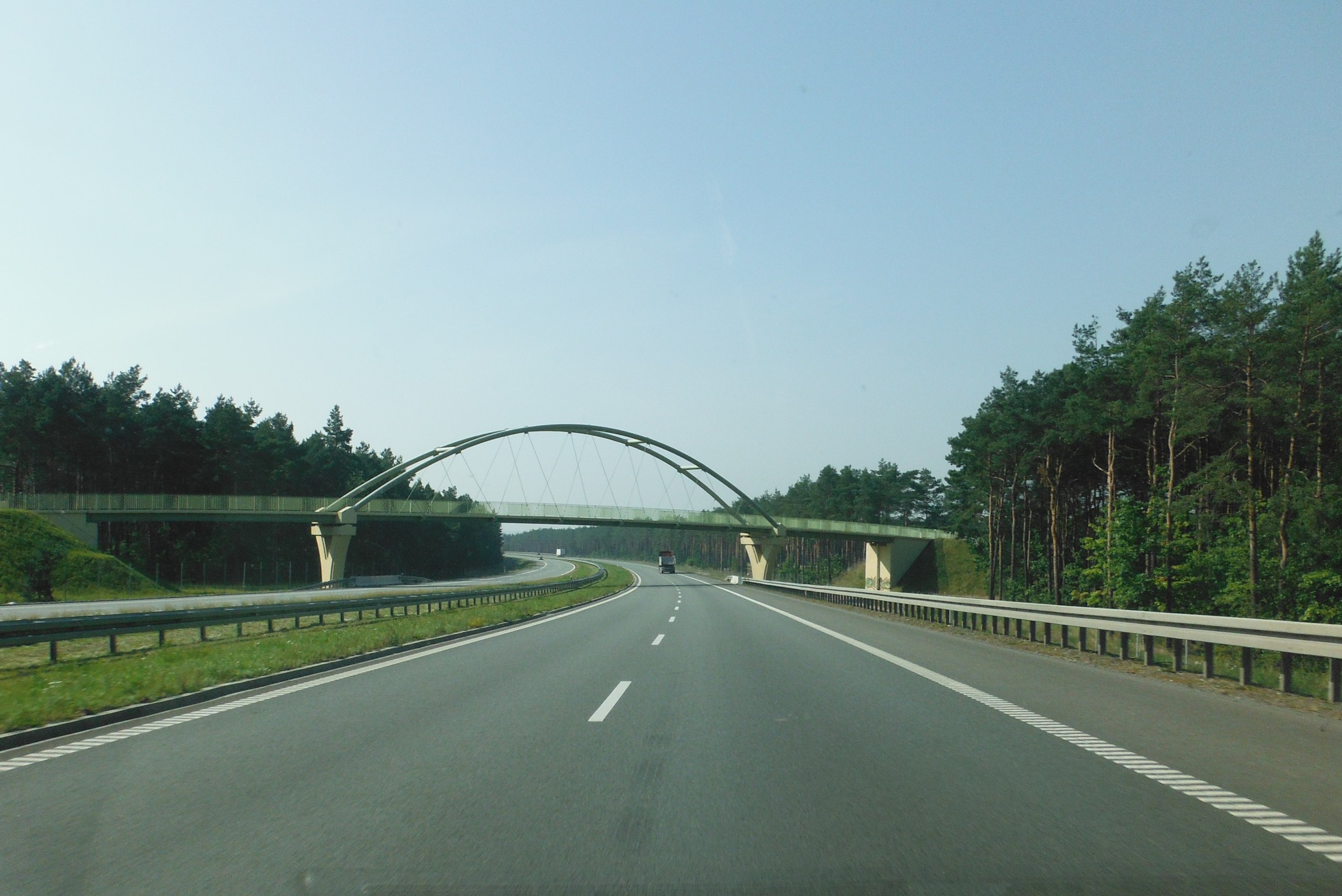
Zachodnia Obwodnica Kielc w ciągu S7

### Droga ekspresowa S7 – zachodnia obwodnica Kielc
Pierwsza Zachodnia Obwodnica Kielc biegnąca po jej zachodniej stronie powstawała w latach 1974-1984, kiedy to wybudowano jedną jezdnię z dwoma pasami ruchu. W obecnym kształcie (2 jezdnie po 2 pasy ruchu z rezerwą pod trzeci w każdą stronę) istnieje od 2013 roku. Obwodnica zaczyna się w Wiśniówce (gmina Masłów), kończy natomiast w Chęcinach. Składa się z 4 węzłów: Kielce-Północ, Kielce-Zachód, Kielce-Jaworznia i Kielce-Południe. Zachodnia obwodnica Kielc jest fragmentem drogi ekspresowej S7 łączącej Gdańsk, Warszawę, Radom, Kielce i Kraków.

### Droga krajowa nr 73
Droga krajowa nr 73 jest drogą klasy GP i G. Zaczyna się w podkieleckiej Wiśniówce (węzeł Kielce-Północ) i łączy Kielce, Busko-Zdrój, Tarnów oraz Jasło. W Kielcach przebiega w ciągu ulic: Radomska – al. Solidarności – Źródłowa – Tarnowska – al. ks. J. Popiełuszki – ks. P. Ściegiennego. Odcinek w Kielcach jest w całości dwupasmowy (w niektórych miejscach posiada dodatkowo po jednej lub obu stronach drogi bus-pas). Ze względu na duże obciążenie DK73 na terenie miasta, planowana jest wschodnia obwodnica Kielc, która miałaby przechodzić przez miasto Kielce oraz sąsiednie gminy: Morawica, Daleszyce i Masłów.
Droga na południe od kompleksu handlowo-usługowego na Radomskiej jest dwupasmowa, natomiast na północ od tego miejsca jest jednopasmowa. Na niektórych fragmentach znajdują się również bus-pasy.

#### Ulica Radomska
Ulica Radomska (dawniej Manifestu Lipcowego) jest najbardziej wysuniętą na północ częścią drogi DK73 w Kielcach. Prowadzi od granicy miasta do węzła Kielce-Bp. Jaworskiego. Na południowym odcinku po skrzyżowanie z drogą prowadzącą do kompleksu handlowo-usługowego jest dwupasmowa, natomiast dalej jest jednopasmowa. Fragment ulicy został wyremontowany wraz z ulicami Zagnańską i Witosa. W ramach tego projektu w miejscu skrzyżowania ulic: Radomskiej, Szybowcowej i nowo wybudowanej ulicy Nowoszybowcowej (w późniejszym czasie ich nazwy zmieniono odpowiednio na Pilotów i Dywizjonu 303) powstało rondo.
Już od wielu lat planowane jest poszerzenie ulicy Radomskiej do dwóch pasów na całym odcinku. W 2009 roku odbyły się konsultacje społeczne związane z propozycjami jej przebudowy jako fragmentu wschodniej obwodnicy Kielc. W przedstawionych koncepcjach wybudowane miały być m.in. 2 węzły w ciągu tej ulicy (na przedstawionych koncepcjach nazwane zostały od ulic: Wschodnia i Szybowcowa). Po upływie 14 lat, w listopadzie 2023 roku opublikowano 3 warianty przebiegu obwodnicy, po czym doszło do konsultacji społecznych.

#### Aleja Solidarności
Aleja Solidarności (dawniej Manifestu Lipcowego) prowadzi od skrzyżowania z ulicami Źródłową i Sandomierską oraz al. IX Wieków Kielc do dwupoziomowego węzła Kielce-Bp. Jaworskiego. Jest jedną z najważniejszych ulic relacji północ-południe, wchodząc w skład DK73 oraz łącząc Centrum i KSM z Bociankiem i os. Świętokrzyskim. W przebiegu al. Solidarności znajdują się dwa węzły: Kielce-Bocianek (skrzyżowanie DK73 i DK/S74) oraz Kielce-Bp. Jaworskiego. Na całej swej długości ma przynajmniej dwa pasy, a na południowym odcinku (do skrzyżowania z al. 1000-lecia Państwa Polskiego) nitka wschodnia ma 2 pasy oraz bus-pas.
Na rogu alei Solidarności i ul. Świętokrzyskiej znajduje się największa galeria w województwie świętokrzyskim – Galeria Echo.

#### Ulica Źródłowa

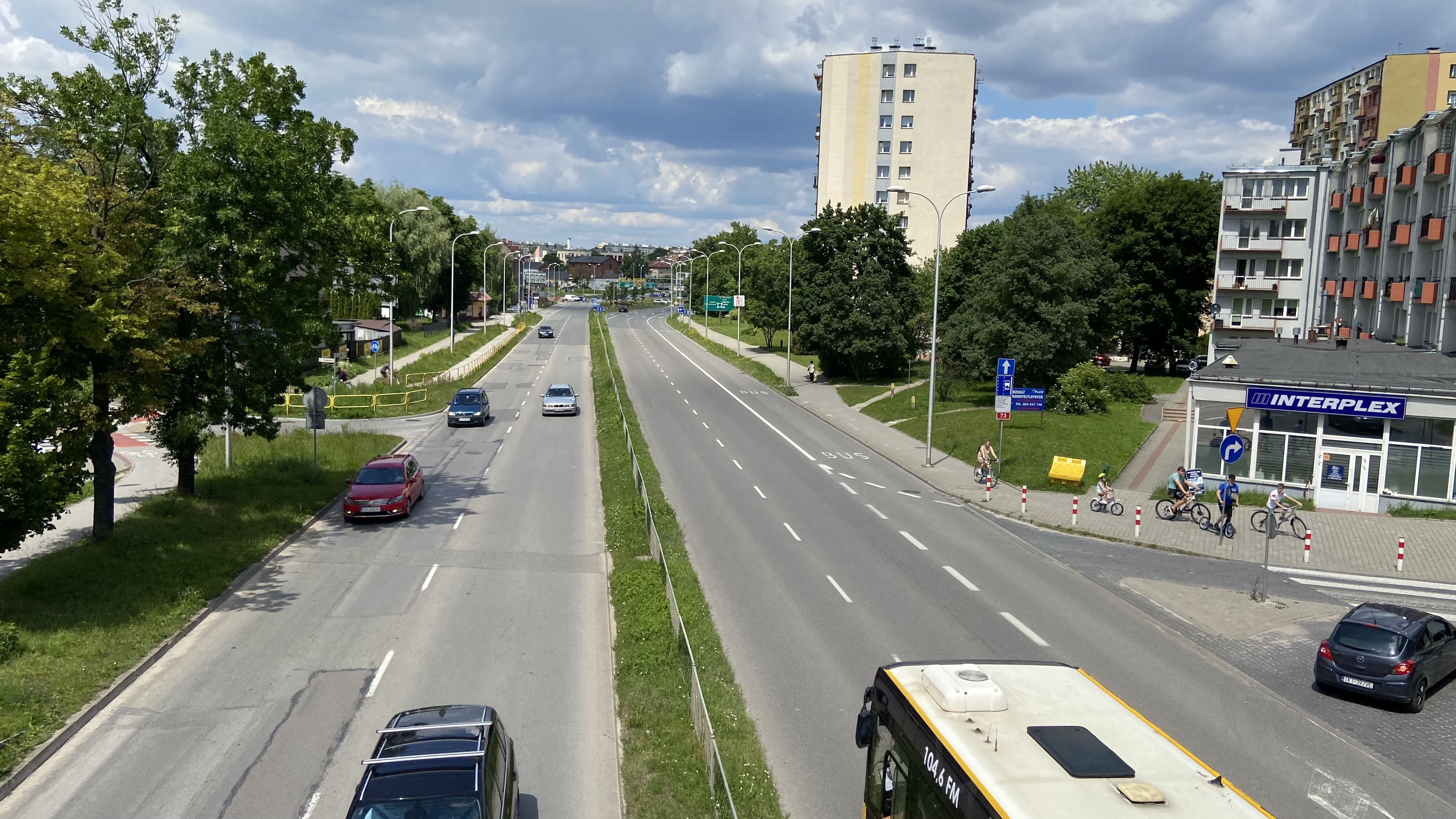
Widok na północną część ul. Źródłowej z kładki znajdującej się nad ulicą

Najkrótsza ulica będąca częścią DK73 na terenie Kielc (ok. 500 m). Zaczyna się na skrzyżowaniu z ulicami Tarnowską i Zagórską, a kończy się na skrzyżowaniu z ul. Sandomierską oraz alejami: IX Wieków Kielc i Solidarności. Nitka zachodnia posiada 2 pasy, natomiast nitka wschodnia posiada oprócz 2 pasów dodatkowo bus-pas.
Niedaleko ul. Źródłowej znajduje się krzyż poświęcony powstańcom listopadowym.

#### Ulica Tarnowska
Ulica Tarnowska (wcześniej była to Aleja Włodzimierza Lenina) przebiega od skrzyżowania z ulicą Zagórską do skrzyżowania z ulicą Wapiennikową i W. Pileckiego (do 2004 roku przebiegała dalej aż do skrzyżowania z ulicą P. Ściegiennego). Na całej swej długości jest dwupasmowa, a na odcinku od ulicy Zagórskiej do ulicy Prostej po obu stronach ulicy znajdują się dodatkowo bus-pasy.
Przy ulicy Tarnowskiej znajduje się największe miejskie targowisko, które popularnie jest nazywane bazarami.

#### Aleja Ks. Jerzego Popiełuszki
Do 2004 roku al. Ks. J. Popiełuszki była częścią ul. Tarnowskiej. Jest to ulica dwupasmowa na całym swym przebiegu. Zaczyna się na skrzyżowaniu z ulicami: Tarnowską, Wapiennikową i W. Pileckiego, kończy natomiast na skrzyżowaniu z ul. Ks. P. Ściegiennego. Przy skrzyżowaniu al. Ks. J. Popiełuszki i ul. Wrzosowej znajduje się starostwo powiatowe powiatu kieleckiego, sklep budowlany Castorama oraz obecnie nieużywana liniowo pętla Wrzosowa pętla, która wcześniej służyła jako przystanek końcowy dla linii 34.

#### Ulica Ks. Piotra Ściegiennego
Ulica Księdza Piotra Ściegiennego posiada status drogi krajowej od skrzyżowania z Al. Popiełuszki do granicy miasta z gminą Morawica. W latach 2013–2016 przebudowano fragment ulicy od skrzyżowania z Al. Popiełuszki do granicy miasta. W jego wyniku ulica stała się dwupasmowa na całej swej długości. Koszt projektu wynosił ponad 96,9 mln zł, z czego ponad 73,6 mln zł zostały dofinansowanych z Europejskiego Funduszu Rozwoju Regionalnego.
Przy ulicy Piotra Ściegiennego znajduje się m.in. weterynaria powiatowa i wojewódzka, a także zajezdnia autobusowa BP Tour - jednego z dwóch przewoźników w ramach kieleckiej komunikacji zbiorowej.

### Droga krajowa nr 74 i ekspresowa S74
Droga krajowa nr 74 zaczyna się w Wieluniu (woj. łódzkie) i biegnie do przejścia granicznego Zosin-Uściług (woj. lubelskie). Łączy m.in. Bełchatów, Piotrków Trybunalski, Kielce, Opatów, Kraśnik i Zamość. W przyszłości S74 będzie przebiegać od Sulejowa (woj. łódzkie) do Zarzecza (woj. podkarpackie), więc nie będzie przebiegać przez województwo lubelskie. Obecnie jedynym odcinkiem S74 oddanym do użytku 6,8 kilometrowy odcinek od węzła Kielce-Bocianek do podkieleckiej Cedzyny. W Kielcach na DK/S74 składają się trzy ulice: Łódzka, Jesionowa i Świętokrzyska. Przynajmniej dwa pasy ruchu w obie strony posiadają w całości ulice Świętokrzyska i Jesionowa, natomiast ulica Łódzka tylko od skrzyżowania z ul. Zagnańską do zakrętu na wysokości siedziby Nadleśnictwa Kielce oraz przy węźle Kielce-Zachód.

#### Ulica Łódzka
Ulica Łódzka jest kluczową ulicą w północno-zachodnich Kielcach, łącząc Skrzetle, Piaski, Niewachlów I i Niewachlów II. Zaczyna się na planowanym węźle Kielce-Skrzetle i biegnie do węzła Kielce-Zachód na zachodniej obwodnicy Kielc. Po Nadleśnictwo Kielce ulica jest dwupasmowa, a dalej na zachód jest jednopasmowa. W ramach planowanej S74 część ulicy Łódzkiej ma przebiegać w tunelu. Ponadto, powstać mają dwa węzły (oprócz Kielce-Skrzetle ma powstać Kielce-Herby) oraz ma być w całości dwupasmowa.

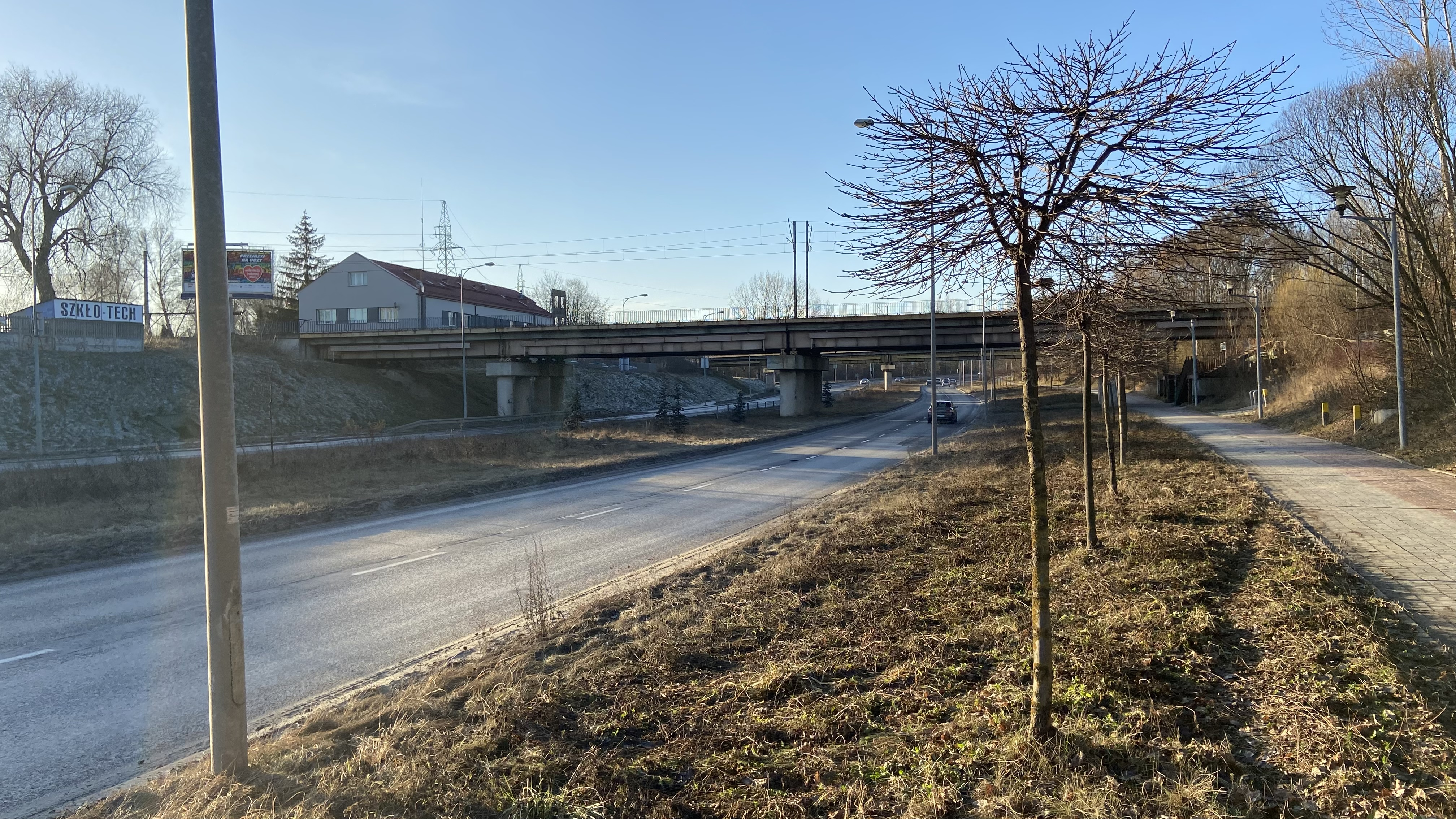
Wiadukt kolejowy w ciągu linii kolejowej nr 8 nad ulicą Łódzką (widok od strony planowanego węzła Kielce-Skrzetle)

Przy ulicy Łódzkiej znajduje się Elektrociepłownia Kielce oraz wiele salonów samochodowych. Nad ulicą Łódzką przebiegają wiadukty linii kolejowych 8 oraz 567.

#### Ulica Jesionowa
Ulica Jesionowa jest najkrótszą ulicą wchodzącą w skład DK74 na terenie Kielc. Początkowo jednopasmowa, na początku XXI wieku została rozbudowana do ulicy dwupasmowej z dwoma pasami ruchu w obie strony. Zaczyna się na skrzyżowaniu z ul. Warszawską, natomiast kończy na skrzyżowaniu z ul. Zagnańską (planowany węzeł Kielce-Skrzetle). Ulica pomiędzy ulicami Warszawską i Klonową jest trzypasmowa w obie strony, natomiast na zachodnim odcinku posiada po dw pasy ruchu.

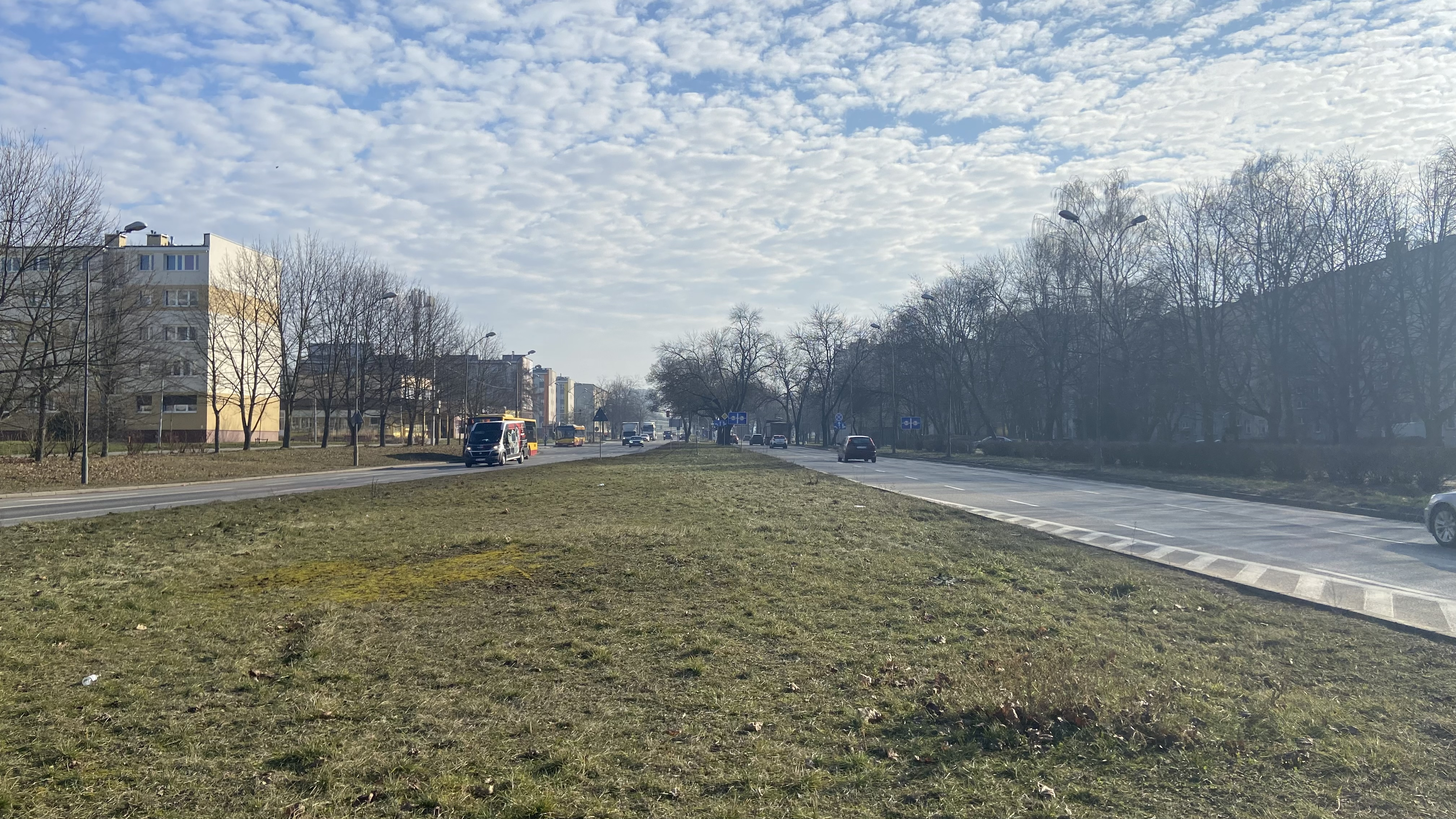
Widok na ulicę Jesionową w kierunku wschodnim ze skrzyżowania z ulicą Klonową

Ulica Jesionowa od południa ogranicza Zalew Kielecki – sztuczny zbiornik wybudowany w latach 40. i 50. XX wieku.

#### Ulica Świętokrzyska
Ulica Świętokrzyska jest jedną z ważniejszych ulic relacji wschód-zachód, będąc fragmentem DK74 i S74. Do 2009 roku drogą krajową był jedynie odcinek pomiędzy ulicą Warszawską i aleją Solidarności. Wtedy to rozpoczęto prace nad wybudowaniem wylotówki Kielc w kierunku Opatowa. W 2011 roku otwarto nowy odcinek, który zyskał status drogi ekspresowej. Odcinek Kielce-Cedzyna jest pierwszym wybudowanym odcinkiem S74. Ponadto, węzeł Kielce-Bocianek jest pierwszym z trzech, jakie mają powstać na trasie S74 w Kielcach. Planowo, cała ul. Świętokrzyska ma uzyskać status drogi ekspresowej. Na całej swej długości jest to ulica posiadająca po dwa pasy ruchu w obie strony.
Na rogu ul. Świętokrzyskiej i al. Solidarności znajduje się największa galeria w województwie świętokrzyskim – Galeria Echo.
W przeszłości ulica Świętokrzyska na wschód od al. Solidarności przebiegała na północ od obecnej trasy. Po wybudowaniu trasy wylotowej w kierunku Cedzyny, obie te ulice nosiły nazwę Świętokrzyska. Dopiero w 2017 roku dawny przebieg zmienił nazwę na ul. Uniwersytecką.

### Ulice będące w przeszłości drogami o statusie drogi krajowej

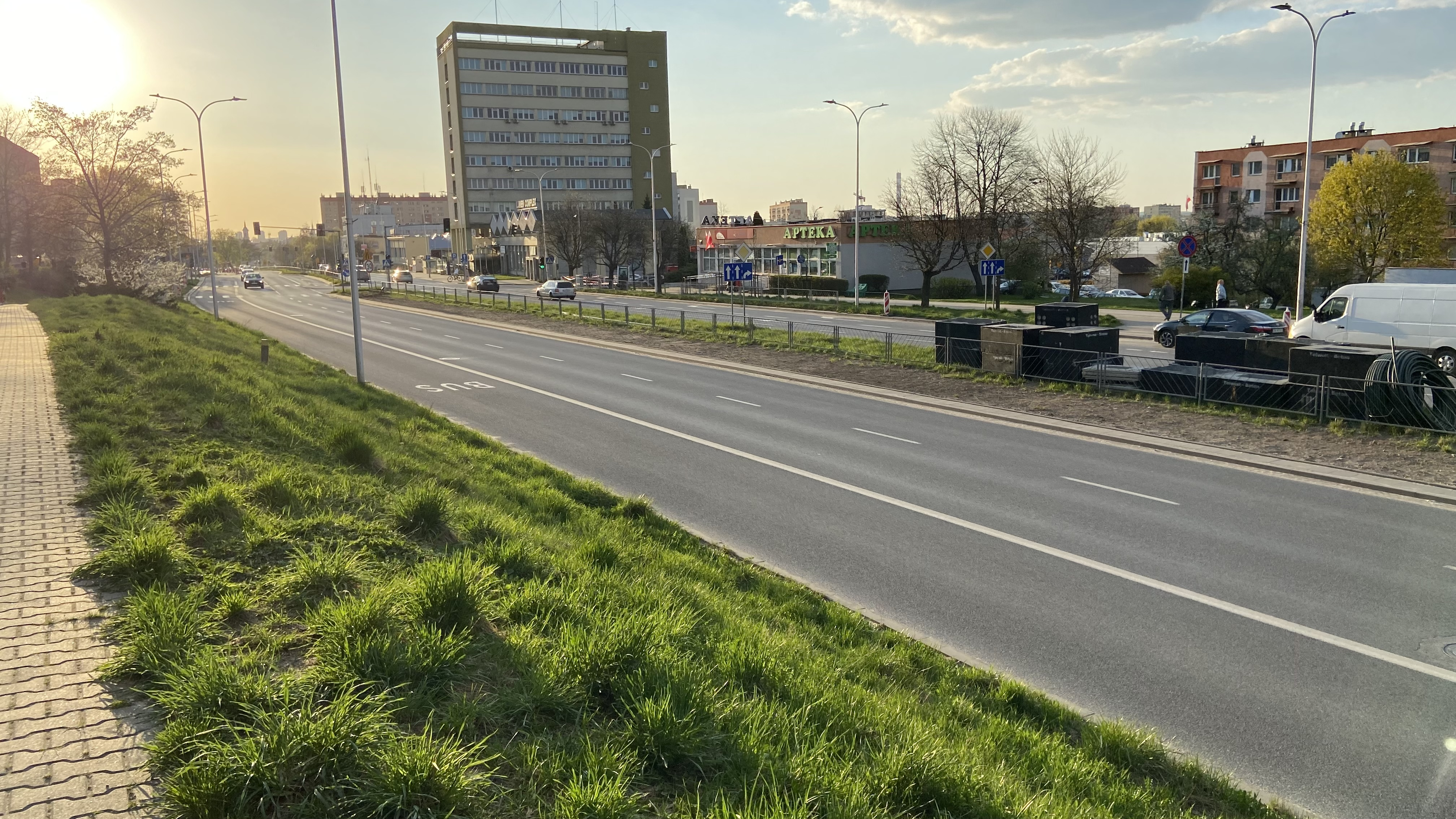
Ulica Sandomierska, która do 2011 roku stanowiła fragment DK74

W przeszłości drogi krajowe (i/lub państwowe) na terenie Kielc przebiegały inaczej niż obecnie. Dotyczy to głównie obecnej DK7 przed wybudowaniem zachodniej obwodnicy. Pojedyncze zmiany zachodziły również w przypadku obecnych DK73 i DK74.
Ulice, które znajdowały się w ciągu drogi nr 7 przed wybudowaniem obwodnicy w 1984 roku:
- ul. Warszawska (wówczas Rewolucji Październikowej);
- ul. Jesionowa (wówczas Łączna; później ponownie została fragmentem drogi krajowej – DK74);
- ul. Zagnańska (wówczas Feliksa Dzierżyńskiego; obecnie jest to fragment DW762);
- ul. Stefana Okrzei;
- ul. Ignacego Paderewskiego (wówczas Mariana Buczka);
- ul. bp. Czesława Kaczmarka (wówczas Marceliego Nowotki);
- ul. Krakowska (obecnie jest to fragment DW762).

Pozostałe ulice, które utraciły status drogi krajowej:
- fragmenty ulic 1 Maja[f] i Armii Czerwonej[g] (utrata statusu przed 1991 rokiem[h]) – funkcję drogi krajowej przejęła al. IX Wieków Kielc;
- fragment ul. ks. Piotra Ściegiennego[i] (utrata statusu przed 1991 rokiem) – funkcję drogi krajowej przejęła ul. Tarnowska (później podzielona na ul. Tarnowską i al. bp. Jerzego Popiełuszki);
- al. IX Wieków Kielc i fragment ul. 1 Maja[j] (utrata statusu pomiędzy 1993 i 2000 rokiem) – funkcję drogi krajowej przejęła wybudowana ul. Łódzka i ul. Jesionowa, która przed 1984 rokiem była fragmentem drogi nr 7;
- ul. Sandomierska (utrata statusu w 2011 roku[k]) – funkcję drogi krajowej przejęła ul. Świętokrzyska.

## Drogi wojewódzkie

### Droga wojewódzka nr 745
Droga wojewódzka nr 745 łączy kielecką Dąbrowę z Radlinem w gminie Górno. Przebiega również przez gminę Masłów (m.in. obok lotniska Kielce-Masłów). Na terenie Kielc w całości jest to ul. Pilotów (d. Szybowcowa).

#### Ulica Pilotów
Ulica Pilotów (d. Szybowcowa) zaczyna się na wybudowanym w 2021 roku rondzie z ulicami Radomską i Dywizjonu 303 (d. Nowoszybowcową) i kończy się na granicy miasta i gminy Masłów. Niewielki jej fragment został wyremontowany i przesunięty w ramach przebudowy ulic Zagnańskiej, Witosa, części ulic Warszawskiej i Radomskiej oraz budowy ulicy Nowoszybowcowej w latach 2019-2021.
Jest to ulica na całej swej długości jednopasmowa.
W połowie września przegłosowano zmianę nazwy ul. Szybowcowej na odcinku od ul. Radomskiej w kierunku wschodnim do granicy miasta na ul. Pilotów. Zmiana ostatecznie weszła w życie od 1 stycznia 2023 roku.

### Droga wojewódzka nr 761
Droga wojewódzka nr 761 zaczyna się na skrzyżowaniu z ulicą Krakowską (DW762) i biegnie w kierunku Jaworzni i Piekoszowa. Przebiega przez dzielnice i osiedla Zalesie, Słowik i Białogon.

#### Ulica Fabryczna
Ulica ta rozpoczyna DW761 na terenie miasta Kielce w kierunku Piekoszowa. Ciągnie się od skrzyżowania z ulicą Krakowską (DW762) do skrzyżowania z ulicą Za Walcownią. Na całej długości jest jednopasmowa.

#### Ulica Pańska
Ulica ta znajduje się na Białogonie. Drogą wojewódzką jest 100-metrowy odcinek ulicy, co czyni go najkrótszym na terenie Kielc ze statusem drogi wojewódzkiej. W całości ten odcinek jest jednopasmowy.

#### Ulica Za Walcownią
Ulica ta w całości ma status drogi wojewódzkiej. Zaczyna się na skrzyżowaniu z ulicą Fabryczną i biegnie na wschód do skrzyżowania z ulicami Aleksandrówka i Zalesie. Na całej długości jest jednopasmowa.

#### Ulica Łopuszniańska
Najdłuższa ulica w ciągu DW761 na terenie Kielc biegnie od skrzyżowania z ulicami Aleksandrówka i Zalesie do granicy miasta. Nazwa ulicy pochodzi od miejscowości, w kierunku której prowadzi – Łopuszna. Na całej swej długości jest jednopasmowa.

### Droga wojewódzka nr 762
Droga wojewódzka nr 762 rozpoczyna się na skrzyżowaniu z drogą krajową nr 73 i biegnie ulicami: Dywizjonu 303 (d. Nowoszybowcowa), Witosa, Zagnańską, Przemysława Gosiewskiego, Żelazną, Armii Krajowej i Krakowską w kierunku Chęcin i Małogoszczu. Po drodze znajdują się planowany węzeł Kielce-Skrzetle oraz wybudowane węzły Kielce-Żelazna i Kielce-Żytnia.
W przeszłości DW762 biegła do skrzyżowania z Al. Solidarności i ul. Źródłową przez Al. IX Wieków Kielc, jednak po wybudowaniu węzła Kielce-Żelazna jej przebieg zamiast ulicami Czarnowską i IX Wieków Kielc biegnie Gosiewskiego i Zagnańską.
Na odcinku od ronda na skrzyżowaniu ulic Wincentego Witosa i Starych Siei do granicy miasta na Słowiku oraz w ciągu ul. Dywizjonu 303 posiada po dwa pasy ruchu (oraz na niektórych odcinkach bus-pasy), natomiast na pozostałym odcinku ul. Witosa posiada po 1 pasie w danym kierunku.

#### Ulica Dywizjonu 303
Ulica Dywizjonu 303 (d. Nowoszybowcowa) to nowa ulica powstała w wyniku inwestycji prowadzonej w latach 2019-2021, która miała na celu usprawnienie ruchu w północnej części Kielc. Od 2023 roku jest początkowym odcinkiem DW762 i łączy ulice Radomską i Warszawską.
Na całej długości ulica jest dwupasmowa.
Przy ulicy znajduje się pętla Starogórska, która jest przystankiem końcowym dla linii 33.

#### Ulica Wincentego Witosa
Ulica Wincentego Witosa jest od 2023 roku częścią DW762. Jest to ulica gruntownie wyremontowana w latach 2019-2021, której celem było usprawnienie ruchu w północnej części Kielc.
Na całej swojej długości jest ulicą dwujezdniową, na części posiada po 2 pasy w każdą stronę, na pozostałym po 1.

#### Ulica Zagnańska
Obecnie ulica Zagnańska ma status drogi wojewódzkiej od skrzyżowania z ulicami Witosa i Morawieckiego w kierunku Centrum. Przed 2023 roku status drogi wojewódzkiej miał jedynie fragment od skrzyżowania z ul. Łódzką i Jesionową, czyli planowanego węzła Kielce-Skrzetle w kierunku południowym. Na całym tym odcinku jest to ulica dwupasmowa. Kończy się na węźle Kielce-Żelazna.

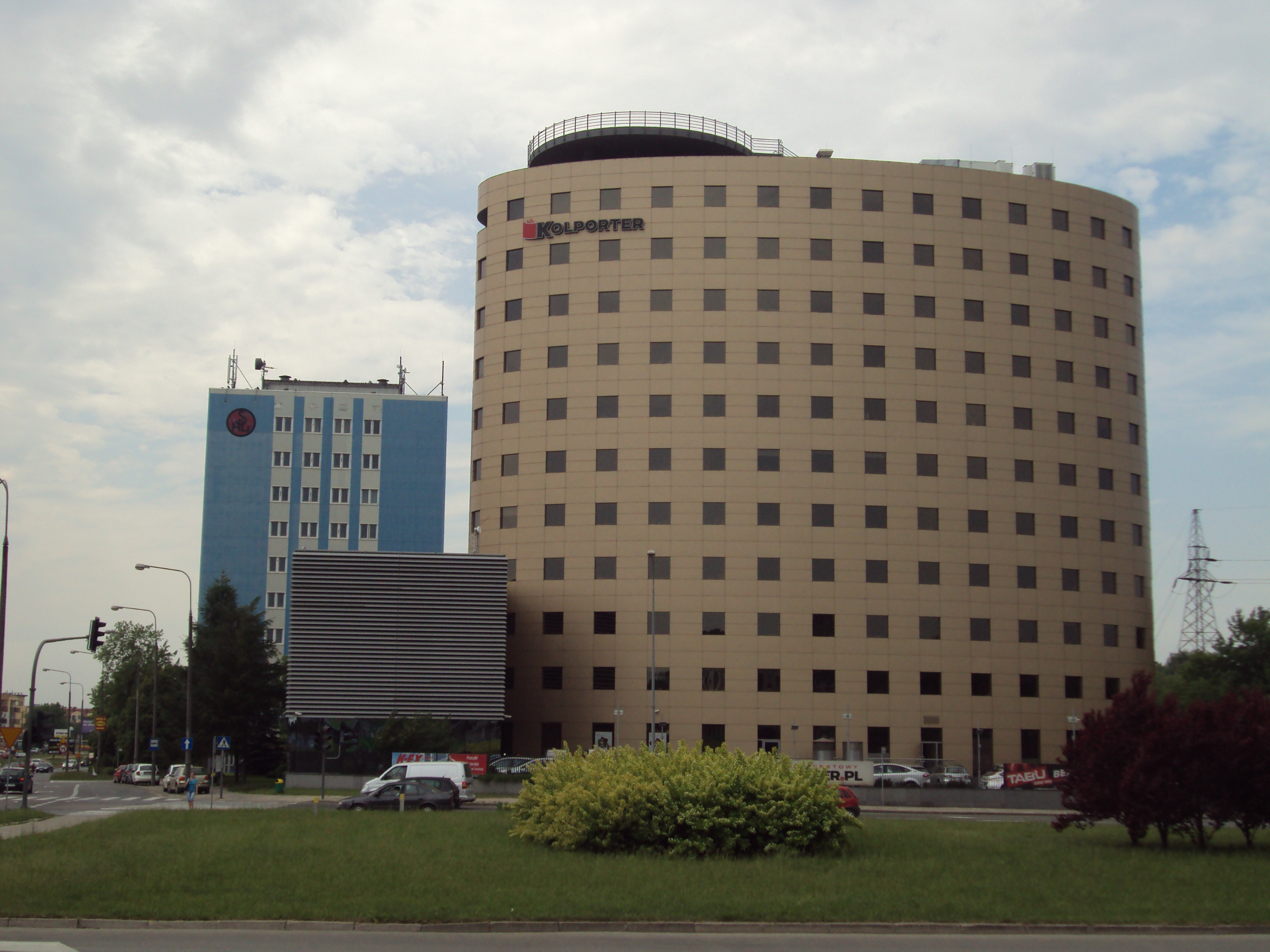
Siedziba Kolportera, znajdująca się na rogu ulic Łódzkiej i Zagnańskiej

W przeszłości wielokrotnie zmieniała nazwę na m.in. Starozagnańską czy Feliksa Dzierżyńskiego.
Fragment ul. Zagnańskiej włączony do dróg wojewódzkich został wyremontowany w latach 2019-2021, co miało poprawić skomunikowanie północnej części Kielc i dać trasę alternatywną dla ciągu ulic Jesionowa-Świętokrzyska-Al. Solidarności-Radomska.
Przy skrzyżowaniu ulic Zagnańskiej i Łódzkiej znajduje się siedziba Kolportera – największego dystrybutora prasy w Polsce.

#### Ulica Przemysława Gosiewskiego
Ulica ta powstała w ramach budowy węzła Kielce-Żelazna i łącznika ulic Żelaznej i Zagnańskiej. Biegnie od tego węzła w kierunku dworca kolejowego – do skrzyżowania z ulicą Czarnowską. Na całej swej długości jest ulicą o przekroju 2x2 (2 jezdnie po 2 pasy ruchu).
Ulica została nazwana na cześć Przemysława Gosiewskiego – posła IV, V i VI kadencji oraz wicepremiera.

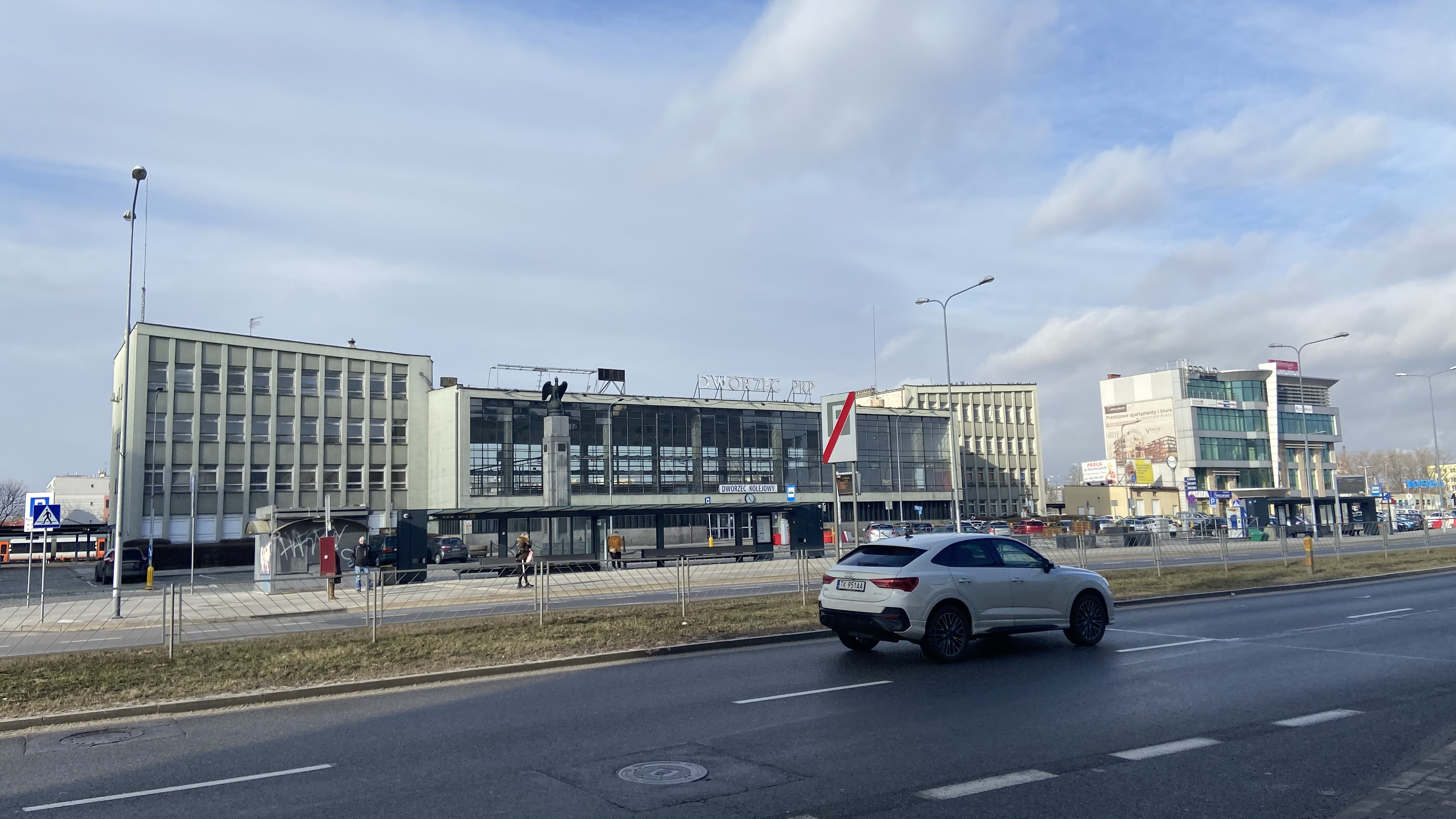
Dworzec kolejowy widziany z ulicy Żelaznej (widok z końca stycznia 2022 roku)

#### Ulica Żelazna
Ulica Żelazna biegnie od skrzyżowania z ulicą Czarnowską do węzła Kielce-Żytnia. Na całej swej długości jest ulicą posiadającą po 2 pasy ruchu w obie strony.
Przy ulicy Żelaznej znajduje się główny dworzec kolejowy w mieście – Kielce Główne, który od początku lutego 2022 roku jest remontowany.

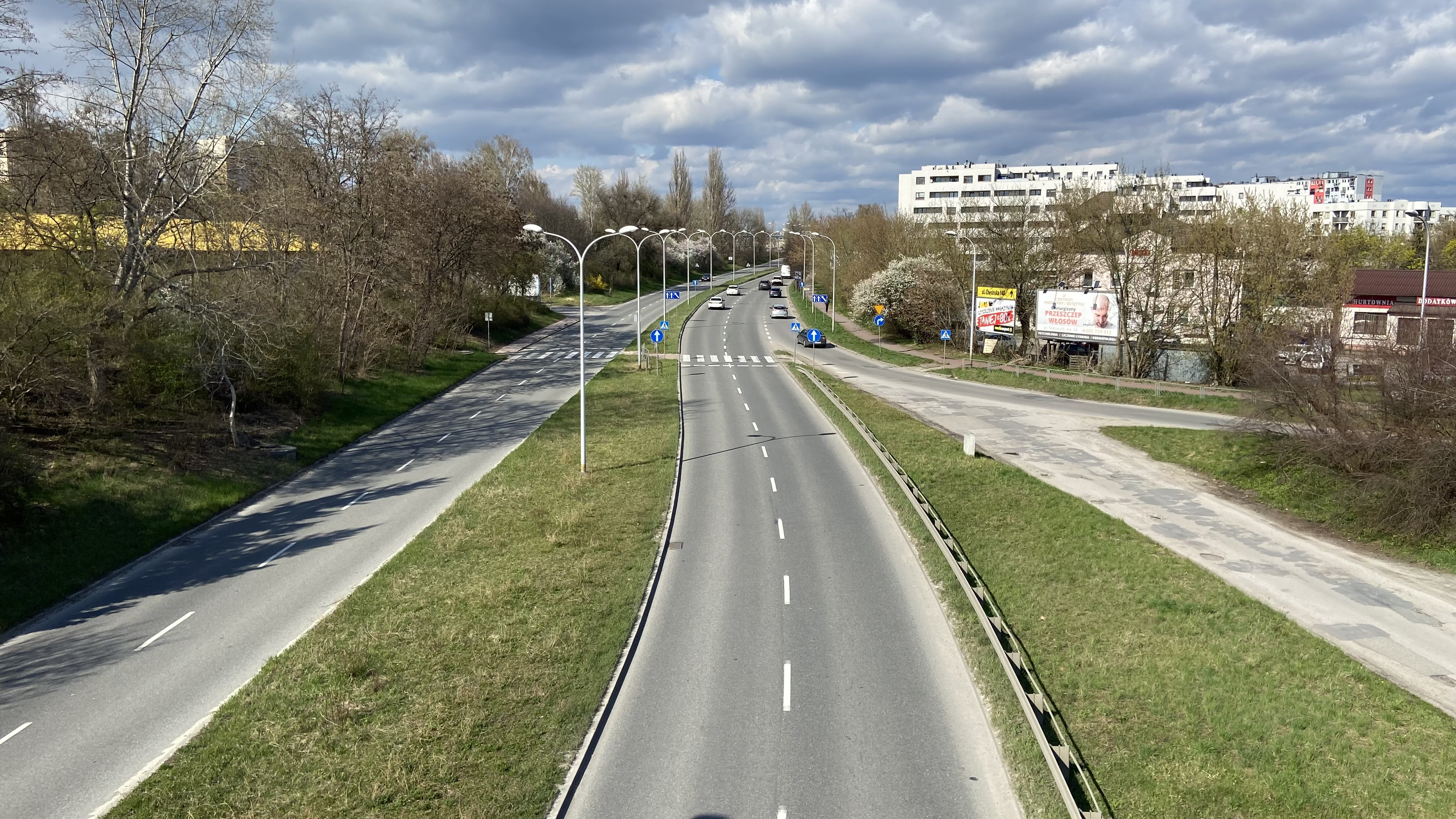
Widok na ulicę Armii Krajowej z północnego wiaduktu w ciągu ulicy Krakowskiej

#### Ulica Armii Krajowej
Ulica ta powstała pod koniec lat 70. XX w. Początkowo nosiła ona nazwę Bolesława Bieruta, jednak po transformacji ustrojowej w Polsce ulica ta zyskała nazwę Armii Krajowej. Jest to ulica dwupasmowa na całym swym odcinku. Ulica Armii Krajowej zaczyna się na węźle Kielce-Żytnia, natomiast kończy się na dwupoziomowym węźle z ulicą Krakowską. Po wybudowaniu węzła nad ulicą Żytnią, przejazd z ulicy Armii Krajowej do ulicy Żelaznej w ciągu DW762 jest bezkolizyjny.

#### Ulica Krakowska
Jedna z najdłuższych ulic w Kielcach, która przebiega od tzw. krakowskiej rogatki (ob. skrzyżowanie ulic Jana Pawła II, Krakowskiej, K. Miodowicza i Ks. P. Ściegiennego) do granicy miasta z gminą Nowiny. W przeszłości przede wszystkim droga łącząca miasto z zakładami na Kadzielni, obecnie jest ważnym szlakiem tranzytowym w Kielcach – jest to droga wylotowa w kierunku południowo-wschodnim (na Kraków i Chęciny). Status drogi wojewódzkiej posiada od skrzyżowania z ul. Armii Krajowej aż do granicy miasta. Jest najdłuższą ulicą posiadającą status drogi wojewódzkiej w Kielcach. Na skrzyżowaniu ul.Krakowskiej z ul. Fabryczną swój początek ma droga wojewódzka nr 761.
W niedalekiej odległości od skrzyżowania ulicy Krakowskiej i Armii Krajowej znajduje się jeden z najbardziej rozpoznawalnych obszarów miasta – dawny kamieniołom Kadzielnia.

### Droga wojewódzka nr 764

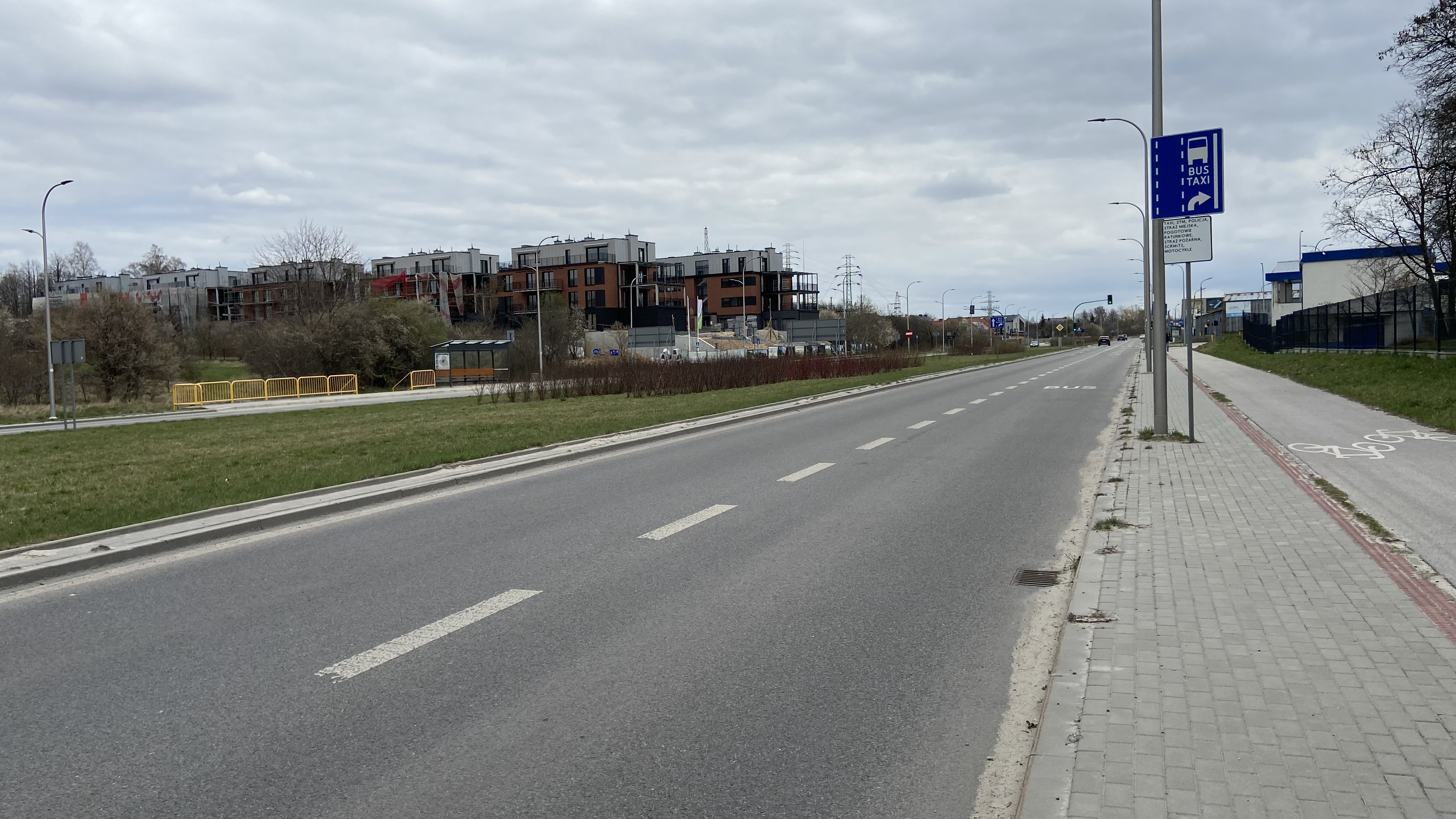
Południowa nitka ul. Pileckiego widziana w kierunku wschodnim

Droga wojewódzka nr 764 zaczyna się na skraju Osiedla Barwinek (skrzyżowanie ulic Tarnowskiej, Wapiennikowej i Pileckiego oraz Alei Popiełuszki) biegnie przez Wietrznię, Ostrą Górkę i Bukówkę w kierunku Daleszyc, a dalej Staszowa ulicami Witolda Pileckiego i Wojska Polskiego. Przed oddaniem do użytku ulicy rotmistrza Witolda Pileckiego DW764 przebiegała przez ulicę Wrzosową (od skrzyżowania z Aleją Popiełuszki).

#### Ulica Witolda Pileckiego
W przeszłości niewielki kawałek ulicy na wschód od skrzyżowania ulic Wapiennikowej, Tarnowskiej i J. Popiełuszki nosił nazwę Armii Ludowej. W 2015 roku zmieniono jej nazwę na W. Pileckiego. W połowie 2018 roku oddano do użytku całkowicie wybudowaną od zera ulicę Pileckiego. Uzyskała ona status drogi wojewódzkiej (zaczyna bieg DW764 na terenie miasta, która biegnie w kierunku Daleszyc), którą wcześniej miała ulica Wrzosowa. Na całej swej długości posiada 1 pas plus bus-pas w obie strony.
Przy ulicy Pileckiego znajduje się pętla autobusowa o tej samej nazwie, która jest przystankiem końcowym dla linii 34.

#### Ulica Wojska Polskiego
Ulica Wojska Polskiego to jedna z najdłuższych ulic w Kielcach. Zaczyna się w okolicy Wyższego Seminarium Duchownego i kończy się na granicy miasta z gminą Daleszyce. Status drogi wojewódzkiej ma od skrzyżowania z ul. Pileckiego (Wietrznia/Ostra Górka) do granicy miasta z gminą Daleszyce (Bukówka). Na tym fragmencie jest to ulica mająca jedną jezdnię, na której znajdują się po jednym pasie w obie strony z dodatkowym bus-pasem po obu stronach od skrzyżowania z ul. Pileckiego do pętli Bukówka. Kompleksowy remont odcinka, który planowany był od wielu lat, rozpoczął się w połowie 2022 roku i potrwać miał do października 2023 roku. Ostatecznie jednak remont przedłużył się o co najmniej 2 miesiące. W ramach przebudowy wybudowane zostały bus-pasy na odcinku Rondo Czwartaków – pętla na Bukówce oraz zmniejszona zostanie ilość skrzyżowań poprzez utworzenie dróg zbiorczych.
Przy ul. Wojska Polskiego znajduje się jednostka wojskowa – Centrum Przygotowań do Misji Zagranicznych – oraz pętla na Bukówce, która jest przystankiem końcowym dla linii: 1, 34, 54, 108 i N2 oraz niektórych kursów linii 25 i 33.

### Droga wojewódzka nr 786

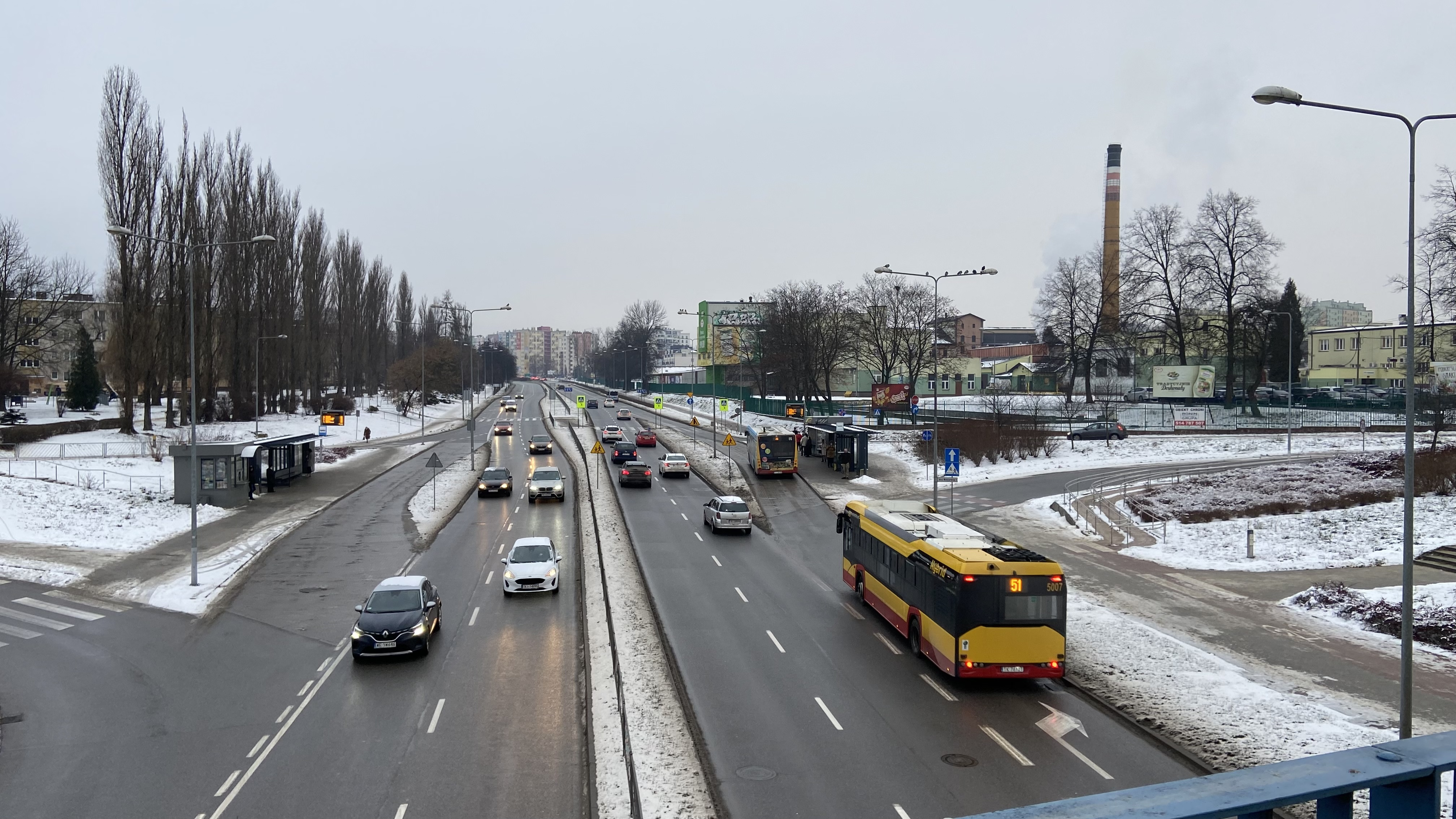
Ulica Grunwaldzka, widok z ul. Mielczarskiego

DW786, biegnąca z Kielc do Częstochowy od 6 marca 2021 roku biegnie ulicami: Grunwaldzką, al. Szajnowicza-Iwanowa, Malików i Piekoszowską. Wcześniej droga ta zaczynała się przy targowisku miejskim na ulicy Seminaryjskiej oraz biegła przez ul. Piekoszowską od ul. Grunwaldzkiej do granicy miasta (obecnie odcinek między ulicami Grunwaldzką i Malików nie posiada tego statusu).

#### Ulica Grunwaldzka
Ulica Grunwaldzka rozpoczyna bieg DW786 na terenie Kielc. Wcześniej w miejscu obecnej ulicy (na ilustracji obok) znajdowały się pola. Drogę wybudowano w latach 60. XX wieku w celach tranzytowo-komunikacyjnych. Łączy ona ulicę Żytnią z osiedlami Czarnów i Ślichowice, stanowiąc ważny element komunikacyjny miasta.
Przy ulicy Grunwaldzkiej znajduje się fabryka PSS "Społem" (wytwarzająca m.in. Majonez Kielecki) oraz Wojewódzki Szpital Zespolony.

#### Aleja Jerzego Szajnowicza-Iwanowa
Aleja Szajnowicza-Iwanowa na odcinku od ronda z ulicą Grunwaldzką do skrzyżowania z ulicą Malików posiada status drogi wojewódzkiej. Do skrzyżowania z ulicą Edmunda Massalskiego posiada 2 pasy + bus-pas w obie strony, natomiast dalej na zachód posiada po 1 pasie w obie strony.
W 2022 roku miał miejsce remont nawierzchni na odcinku od ronda z ul. Karbońską do skrzyżowania z ul. Malików. Inwestycja kosztowała 1,2 mln zł. 2 lata później miał miejsce remont kolejnego fragmentu alei: pomiędzy skrzyżowaniem z ul. Massalskiego oraz rondem Zientarskiego. Koszt inwestycji to 735 tys. zł. Ponadto, w 2024 roku ogłoszono plan zabudowy obszaru na zachód Malikowa, co wiąże się m.in. z planowanym przedłużeniem alei.
Na rogu al. Szajnowicza-Iwanowa i ul. Massalskiego znajduje się Pasaż Świętokrzyski – największy kompleks handlowo-usługowy na Ślichowicach.

#### Ulica Malików
Ulica Malików jedynie na krótkim odcinku posiada status drogi wojewódzkiej. Zaczyna się on skrzyżowaniem z aleją Szajnowicza-Iwanowa, a kończy skrzyżowaniem z ulicą Piekoszowską. Status ten zyskał na początku marca 2021 roku. Ulica jest jednojezdniowa i jednopasmowa w obie strony na całej swojej długości.

#### Ulica Piekoszowska
Ulica Piekoszowska zaczyna się na skrzyżowaniu z ulicą Mielczarskiego i biegnie do granicy miasta z gminą Piekoszów. Status drogi wojewódzkiej ma od ulicy Malików do granicy miasta, natomiast do początku marca 2021 roku ten status posiadał również odcinek od ulicy Grunwaldzkiej do ulicy Malików.
Przy ulicy Piekoszowskiej znajduje się pętla autobusowa o tej samej nazwie, na której trasę kończą wszystkie autobusy linii 114 oraz niektóre linii 18.

## Węzły drogowe

### Węzły w ciągu zachodniej obwodnicy
Zachodnia obwodnica Kielc biegnie pomiędzy węzłami Kielce-Północ i Kielce-Południe i zawiera 4 węzły: oprócz granicznych również Kielce-Zachód i Kielce-Jaworznia.

#### Węzeł Kielce-Północ
Najbardziej wysunięty na północ węzeł zachodniej obwodnicy Kielc, dawniej nazywany węzłem Wiśniówka (od podkieleckiej miejscowości Wiśniówka). Węzeł ten tak naprawdę jest złożony z dwóch węzłów typu koniczyna: pierwszego (bliżej miasta), który łączy DK73 z drogami lokalnymi w okolicy wybudowanego w latach 2007–2009 odcinka S7 Kielce-Północ-Barcza, oraz drugiego, który łączy z kolei DK73 z S7. Jest to zarazem północny początek drogi krajowej nr 73.

#### Węzeł Kielce-Zachód
Węzeł znajdujący się na pograniczu miasta Kielce (głównie Niewachlowa II) oraz Kostomłot I (gmina Miedziana Góra). Początkowo węzeł nazywał się Kostomłoty. Węzeł ten krzyżuje bezkolizyjnie obecnie S7 i DK74, natomiast w przyszłości S7 i S74. Węzeł ten składa się z dwóch części: pierwszej, obecnie używanej, która jest zmodyfikowanym węzłem typu koniczyna oraz drugiej, obecnie nieużywanej (zacznie być używana wraz z oddaniem odcinka S74 Mniów/Przełom-Kielce), która jest typowym węzłem typu trąbka. Obie części są węzłami typu WA.

#### Węzeł Kielce-Jaworznia
Jest to węzeł znajdujący się na terenie podkieleckiej Jaworzni, który krzyżuje S7 z DW761. Jest on węzłem typu WB, gdzie S7 przebiega bezkolizyjnie, natomiast po obu stronach wiaduktu w ciągu DW761 znajdują się ronda.

#### Węzeł Kielce-Południe
Najbardziej oddalony od Kielc i najbardziej wysunięty na południe węzeł drogowy zachodniej obwodnicy Kielc. Początkowo nazywał się Chęciny. Krzyżują się na nim S7 i DW762 (Kielce-Małogoszcz). Jest to węzeł typu WA – zmodyfikowana koniczyna (łagodniejszy kąt połączenia na relacji Kielce-Kraków).

### Węzły w ciągu S74
Obecnie istnieje węzeł Kielce-Bocianek (i uwzględniony w ramach zachodniej obwodnicy węzeł Kielce-Zachód), natomiast planowane jest powstanie węzłów Kielce-Skrzetle i Kielce-Herby (a także nienazwanego węzła na przecięciu ze wschodnią obwodnicą, którego powstanie nie jest jeszcze pewne).

#### Węzeł Kielce-Bocianek
Nazwa węzła pochodzi od części Kielc, w której się znajduje – os. Bocianek. Węzeł ten został wybudowany w ramach budowy S74 na odcinku Kielce (w. Kielce-Bocianek) – Cedzyna, budowanego w latach 2009–2011. Jest to węzeł typu WB, gdzie bezkolizyjnie w tunelu (poziom -1) przechodzi S74 (ul. Świętokrzyska), natomiast na poziomie 0 znajduje się skrzyżowanie al. Solidarności (DK73) z wjazdami z i do ul. Świętokrzyskiej. Jest to pierwszy z trzech wybudowanych węzłów na terenie m. Kielce w ramach S74.
W planach jest przebudowa węzła, w ramach której powstać mają wiadukty w ciągu al. Solidarności na poziomie +1 oraz zjazdy z poziomu 0 skrzyżowania na -1 w kierunku zachodnim.
Węzeł Kielce-Bocianek znajduje się obok największej galerii w woj. świętokrzyskim – rozbudowanej w 2009 roku Galerii Echo.

#### Węzeł Kielce-Skrzetle
Węzeł miał proponowane 2 nazwy: Kielce-Skrzetle i Kielce-Zagnańska. Ostatecznie wybraną pierwszą z nich.
Planowany węzeł drogowy w Kielcach. Ma powstać na skrzyżowaniu ulic: Łódzkiej, Jesionowej i Zagnańskiej. Będzie krzyżować DW762 z planowaną S74. Węzeł ten ma być węzłem typu WB, gdzie trasa w ciągu ulic Jesionowa-Łódzka będzie bezkolizyjny.

#### Węzeł Kielce-Herby
Planowany węzeł drogowy w Kielcach. Pierwotnie nazywany węzłem Kielce-Hubalczyków, później przemianowany na węzeł Kielce-Herby. Znaleźć ma się na obecnym skrzyżowaniu ulic Łódzkiej i Hubalczyków. Ma być to węzeł typu WB, gdzie trasa wzdłuż ulicy Łódzkiej będzie miała przebieg bezkolizyjny.
W okolicy tego planowanego węzła znajduje się Elektrociepłownia Kielce.

### Węzły w ramach planowanej wschodniej obwodnicy
W listopadzie 2023 roku przedstawiono koncepcje budowy wschodniej obwodnicy Kielc. W jej ramach pojawiła się koncepcja 6 węzłów:
- na początku planowanej obwodnicy w Dyminach z DK73;
- z DW764 na pograniczu Kielc i gminy Daleszyce;
- ze starodrożem DK74 (Domaszowice Wikaryjskie i Rządowe);
- z S74;
- z ulicą Radomską w ciągu DK73;
- w ciągu DK73 z ulicami Dywizjonu 303 i Pilotów.

Ze względu na liczne protesty i wycofanie się w 2024 roku województwa świętokrzyskiego z budowy wschodniej obwodnicy Kielc, nie jest znana data rozpoczęcia prac nad budową wschodniej obwodnicy miasta.

### Pozostałe węzły

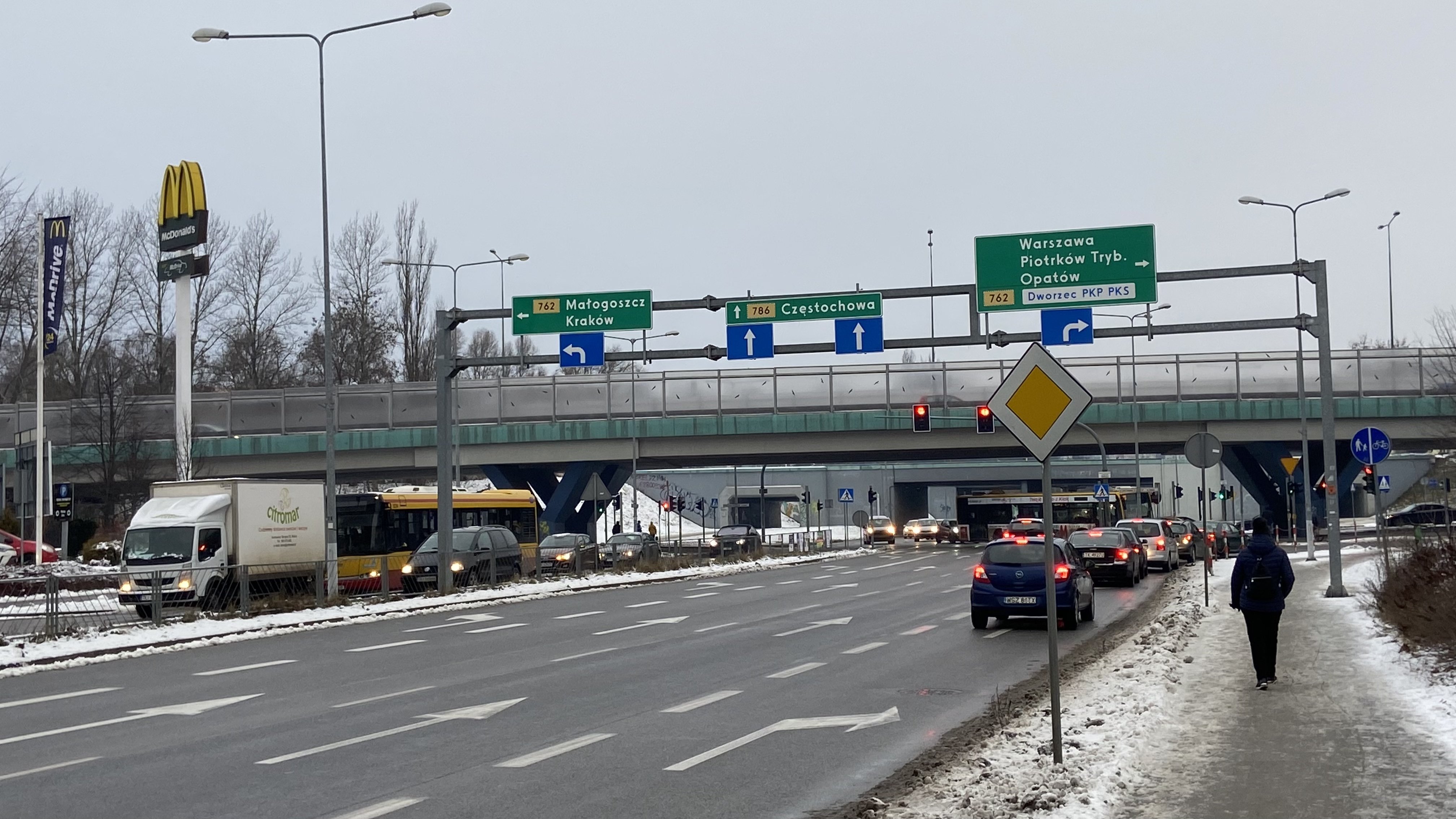
Widok na węzeł Kielce-Żytnia od ulicy Żytniej

#### Węzeł Kielce-Żytnia
Węzeł Żytnia znajduje się na skrzyżowaniu ulic: Żytniej, Żelaznej, Armii Krajowej oraz Grunwaldzkiej. W ramach jego budowy w 2013 roku, wybudowano wiadukt w ciągu ulic Armii Krajowej-Żelazna (DW762) oraz przebudowano skrzyżowanie tychże ulic. Jest to węzeł typu WB, gdzie na poziomie +1 przebiega droga bezkolizyjnie, natomiast na poziomie 0 jest skrzyżowanie z sygnalizacją świetlną.

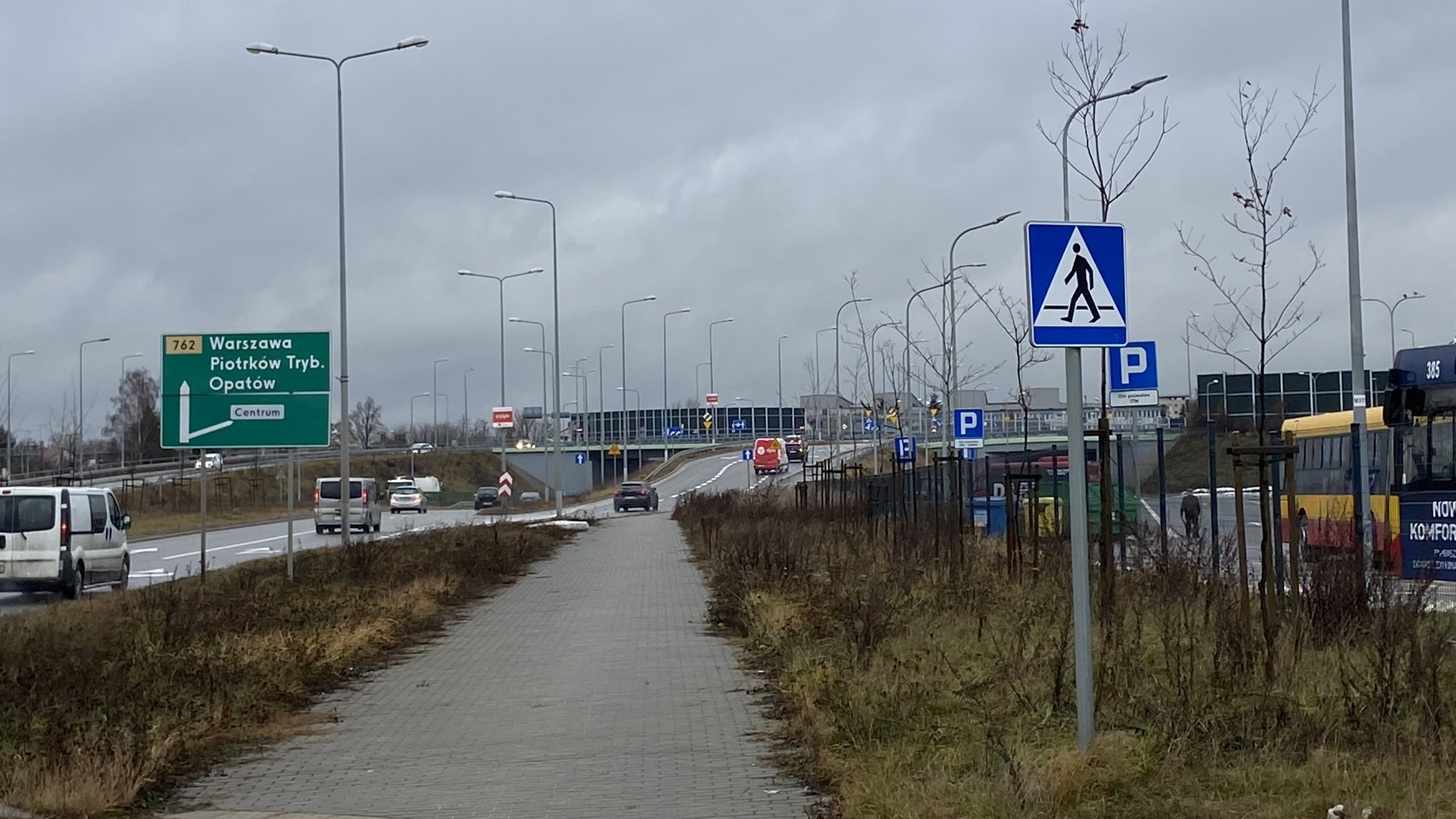
Węzeł Kielce-Żelazna widziany od ulicy P. Gosiewskiego

#### Węzeł Kielce-Żelazna
Węzeł Żelazna znajduje się na skrzyżowaniu ulic: 1 Maja, Przemysława Gosiewskiego i Zagnańskiej. W ramach budowy nowego ciągu komunikacyjnego w tej okolicy (oddanego do użytku w 2013 r.) wybudowano m.in. ulicę Przemysława Gosiewskiego (pierwotnie fragment ulicy Żelaznej) oraz węzeł. Przebudowano również fragmenty ulic 1 Maja i Zagnańskiej oraz Rondo im. Gustawa Herlinga-Grudzińskiego. Sam węzeł jest węzłem typu WB, posiadający bezkolizyjny przejazd na poziomie 0, czyli ciąg P. Gosiewskiego-Zagnańska (DW762), natomiast na poziomie 1 jest skrzyżowanie o kształcie ronda.
Planowane jest zamontowanie sygnalizacji świetlnej na poziomie 1 (ul. 1 Maja).

#### Węzeł Kielce-Bp. Jaworskiego
Węzeł pojawia się w dokumentach i artykułach pod dwiema nazwami: Kielce-Biskupa Mieczysława Jaworskiego oraz Kielce-Radomska.
Węzeł znajdujący się w miejscu skrzyżowania ulic Bp. M. Jaworskiego i Radomskiej oraz al. Solidarności. Wybudowany został w 2005 roku w ramach przebudowy ówczesnej ul. Manifestu Lipcowego (ob. al. Solidarności). Na węźle krzyżuje się droga krajowa nr 73 z ul. Bp. M. Jaworskiego – jedną z najważniejszych ulic w północnej części miasta. Węzeł ten jest węzłem typu WB (zmodyfikowana trąbka), gdzie bezkolizyjny przejazd znajduje się na poziomie 0 (DK73), natomiast na poziomie 1 znajduje się skrzyżowanie po stronie wschodniej oraz rondo po stronie zachodniej węzła.